# Dialium hexasepalum
Dialium hexasepalum är en ärtväxtart som beskrevs av Hermann August Theodor Harms. Dialium hexasepalum ingår i släktet Dialium och familjen ärtväxter. Inga underarter finns listade i Catalogue of Life.